# MSC Poesia
MSC Poesia — круизное судно класса Musica. Принадлежит и управляется MSC Cruises. Построено в 2008 году, рассчитано на 3013 пассажиров (1275 кают) и 987 членов экипажа.
Являлось флагманом компании до появления MSC Fantasia. Является первым судном флота MSC Cruises, которое получило название за пределами Италии. Это произошло в порту Дувра 5 апреля 2008 года. Церемонию крещения проводила Софи Лорен.

## Инциденты
6 июня 2008 года MSC Poesia и Costa Classica столкнулись в Адриатическом море, недалеко от Дубровника. Никто не пострадал и повреждения были минимальными, оба корабля продолжили свой путь. Было установлено, что причиной столкновения стало ослабление якоря MSC Poesia.
22 декабря 2019 года, из-за неизвестной ошибки навигации, MSC Orchestra столкнулось с MSC Poesia, когда то покидало порт Буэнос-Айрес, Аргентина, так же был задет пирс. Оба судна получили небольшие повреждения и получили разрешения на дальнейшее движение.